# Gaëtane Ricard-Nihoul
Pour les articles homonymes, voir Nihoul.
Gaëtane Ricard-Nihoul, née le 29 mai 1972, est une femme politique belge.

## Biographie
De 2004 à 2006, elle est secrétaire générale du think tank Notre Europe fondé par Jacques Delors en 1996, dont elle reste ensuite membre du conseil d'administration. Elle est la cofondatrice des États généraux de l'Europe avec Guillaume Klossa.
De 2011 à mars 2018, elle fait partie de la représentation en France de la Commission européenne, notamment en tant que chef adjoint. À ce titre, elle fait fonction de chef de la représentation entre octobre 2014 et mars 2016, date à laquelle est nommée Isabelle Jégouzo.
Depuis mars 2018, elle est secrétaire générale adjointe du Secrétariat général pour les Consultations citoyennes sur l'Europe.